# Мозг Гиммлера зовётся Гейдрихом
«Мозг Гиммлера зовется Гейдрихом» (ориг. HHhH), также известный как «Человек с железным сердцем» (англ. The Man with the Iron Heart) — драматический фильм франко-бельгийского производства режиссёра Седрика Жименеза (англ.), экранизация романа «HHhH» французского писателя Лорана Бине. Премьера во Франции состоялась 7 июля 2017 года.

## Сюжет
В основе сюжета лежит роман Лорана Бине «HHhH» — аббревиатура для расхожей в военных кругах Германии фразы «Himmlers Hirn heißt Heydrich» (рус. Мозг Гиммлера зовется Гейдрихом). Сюжет описывает события операции «Антропоид» и предшествовавших ей событий с точки зрения офицера высшего командования СС Рейнхарда Гейдриха и убивших его участников чешского сопротивления Яна Кубиша и Йозефа Габчика.

## В ролях
- Джейсон Кларк — Рейнхард Гейдрих[7]
- Розамунд Пайк — Лина Гейдрих[7]
- Стивен Грэм — Генрих Гиммлер[6]
- Джек О’Коннелл — Ян Кубиш[7]
- Джек Рейнор — Йозеф Габчик[7]
- Миа Васиковска — Анна Новак
- Жиль Лелуш — Вацлав Моравек
- Том Райт — Йозеф Валчик
- Энцо Чиленти — Адольф Опалка
- Джефф Белл — Генрих Мюллер
- Фолькер Брух — Вальтер Шелленберг
- Барри Атсма — Карл Герман Франк
- Адам Нагайтис — Карел Чурда